# Edge of a Revolution
«Edge of a Revolution» es una canción de la banda de rock canadiense Nickelback, lanzado a través de Republic Records el 18 de agosto de 2014 como el primer sencillo de su octavo álbum de estudio No Fixed Address (2014). El álbum salió a la venta en Active Rock el 18 de agosto y se estrenó en las estaciones de radio Clear Channel. Salió a la venta el 19 de agosto de 2014. Este fue el primer lanzamiento bajo el nuevo sello discográfico de Nickelback, Republic Records.
También ha sido la canción oficial del evento de pago por visión (PPV) de la WWE, Survivor Series.

## Antecedentes
La canción fue anunciada por primera vez el 18 de junio de 2014, en una entrevista de radio en CFOX-FM, donde Chad Kroeger anunció que la banda eligió el primer sencillo de rock del álbum, entonces titulado "Revolution", para ser lanzado en algún momento de agosto.
La canción fue descrita como una desviación del sonido original de Nickelback. En la entrevista, Chad afirmó que la canción toca el tema de los "gatos gordos de Wall Street" y se inspiró en eventos actuales como el Euromaidán en Ucrania y cómo el gobierno ha estado tratando a sus ciudadanos. Aunque en una entrevista separada, dijeron que la canción fue escrita y grabada antes del tiroteo de Ferguson. La canción se convirtió en su octavo número uno en la lista de canciones de rock mainstream.

## Video musical
El 12 de agosto de 2014, Nickelback publicó en sus redes sociales que se encontraban en medio de dos grabaciones de videos, el primero fue el video musical del primer sencillo pop, "What Are You Waiting For?". Al día siguiente, anunciaron "Edge of a Revolution", y más tarde ese día publicaron fotos del set del video de "Edge of a Revolution". La banda lanzó el video con la letra el 28 de agosto de 2014 y lanzaron el video musical de la canción el 5 de septiembre de 2014, tanto a través de su cuenta de YouTube como de Vevo.

## Posicionamiento en lista
| Lista (2014)                                  | Mejor posición |
| --------------------------------------------- | -------------- |
| Canadá (Canadian Hot 100)                     | 34             |
| Canadá (Canada Rock)                          | 7              |
| Estados Unidos (Bubbling Under Hot 100)       | 18             |
| Estados Unidos (Mainstream Rock)              | 1              |
| Estados Unidos (Hot Rock & Alternative Songs) | 13             |
| UK Singles (The Official Charts Company)      | 91             |
| UK Rock (The Official Charts Company)         | 4              |